# Juan Antonio Samaranch i Salisachs
Pour les articles homonymes, voir Juan Antonio Samaranch.
Juan Antonio Samaranch i Salisachs, né le 1er novembre 1959, appelé également Juan Antonio Samaranch Junior ou simplement Juan Antonio Samaranch, est une personnalité espagnole du sport et des affaires.
Fils de Juan Antonio Samaranch, il est membre du Comité international olympique depuis 2001 et de la commission exécutive du CIO de 2012 à 2016, ainsi que vice-président de 2016 à 2020 et depuis 2022.

## Biographie
Durant ses études, il obtient un MBA à l'université de New York et un diplôme d'ingénierie industrielle à l'université de Barcelone.
Il est membre du conseil d'administration de l'entreprise de chimie Ercros (ca) dans les années 1990 puis directeur de l'entreprise de construction Huarte. Il est actuellement propriétaire de la banque d'investissement GBS Finanzas.
Il devient membre du Comité olympique espagnol en 1989. En 1996, il est premier vice-président de l'Union internationale de pentathlon moderne, après avoir été impliqué dans la fédération espagnole de ce sport depuis 1980,.
En 2001, il est coopté comme membre du Comité international olympique, avec 71 voix pour, 27 contre et 11 abstentions. Sa nomination, peu avant le remplacement de son père comme président du CIO, provoque alors des inquiétudes et des accusations de népotisme,.
En 2006, il crée la fondation Laureus España, qui aide les jeunes en difficulté grâce au sport, et la préside jusqu'en 2012.
Il est désigné comme membre de la commission exécutive du CIO en 2012, choisi alors contre Sergueï Bubka par 50 voix contre 40,. Au sein du CIO, il est notamment membre de la commission de coordination pour les Jeux olympiques de Sotchi. Il joue aussi un rôle important dans la décision de retirer la lutte de la liste des sports olympiques en 2013, en défendant le pentathlon, alors pressenti comme possible suppression. Le 4 août 2016, il est élu vice-président du CIO, en même temps que le Turc Uğur Erdener. Il quitte cette fonction en 2020 pour la retrouver en 2022.

### Vie privée
Il est marié à une Italienne, Cristina Bigelli, et a quatre enfants.
Il pratique personnellement plusieurs sports comme le ski, le tennis, le golf et la course à pied.